# زاك ماكجرو
زاك ماكجرو (بالإنجليزية: Zac McGraw)‏ هو لاعب كرة قدم أمريكي في مركز الدفاع، ولد في 8 يونيو 1997 في توررانسي في الولايات المتحدة. لعب مع Army Black Knights men's soccer ‏.

## وصلات خارجية
- زاك ماكجرو على موقع الدوري الأمريكي (الإنجليزية)
- زاك ماكجرو على موقع قاعدة بيانات كرة القدم.إي يو (الإنجليزية)
- زاك ماكجرو على موقع ناشيونال فوتبول تيمز (الإنجليزية)
- زاك ماكجرو على موقع Soccerway.com (الإنجليزية)
- زاك ماكجرو على موقع عالم كرة القدم.نت (الإنجليزية)